# Lucio Dalla - Primo piano
Primo piano - Lucio Dalla è una raccolta di Lucio Dalla, uscita nel 1998 che contiene canzoni che riguardano il periodo degli anni settanta, da Terra di Gaibola a Lucio Dalla, del 1979. Unica traccia appartenente agli anni ottanta è Futura, presente nell'album Dalla, del 1980.

## Tracce
1. Futura
2. Occhi di ragazza
3. Sylvie
4. Fumetto
5. La borsa valori
6. L'anno che verrà
7. L'ultima luna
8. La casa in riva al mare
9. Il fiume e la città